# Mary Long
«Mary Long» — второй трек альбома Who Do We Think We Are британской хард-рок-группы Deep Purple. Авторами песни, записанной в ходе двух сессий 1972 года, римской и франкфуртской, числятся все пятеро участников группы, но основная её идея принадлежала вокалисту Иэну Гиллану и бас-гитаристу Роджеру Гловеру.

## Текст песни
Текст песни являет собой остросатирический выпад в адрес двух главных блюстителей нравственности в Британии тех лет: Мэри Уайтхаус и графа Лонгфорда. Собирательный персонаж «Мэри Лонг» и получился — из имени первой из них и (первой части фамилии) второго. Упоминающийся в тексте «Джонни» (которому «Мэри приказала не писать больше такую дрянь…» — англ. Mary told Johnny not to write such trash) — Джонни Спейт, телесценарист, чьи произведения раздражали истеблишмент — отчасти тем, что использовались Би-би-си, компанией существующей на общественные субсидии (отсюда: «Said it was a waste of public money», с англ. — «…Сказала, что это — растрата народных денег»).
Авторы обрушились на свою героиню с яростными обвинениями — прежде всего, в лицемерии («Рисует розочки, даже заставляет их хорошо пахнуть, а потом рисует сиськи на стене сортира / Топит котят — просто ради удовольствия и — пишет проповеди в Сандей Кроникл…»). Юмористический аспект тексту придает аргумент, состоящий в том, что порицать секс и при этом иметь детей — верх лицемерия («Когда нация узнала, что у вас есть дети, это явилось для всех таким сюрпризом / Мы и не предполагали, что вы на такое способны, как удалось вам это, нам оставалось только догадываться / Как вы расстались с девственностью, Мэри Лонг?…»).
После смерти Мэри Уайтхаус в её защиту стали раздаваться голоса, утверждающие, что она была искренна в своих взглядах и обвинения в лицемерии по отношению к ней неуместны. Тем не менее, Гиллан в комментарии к тексту пишет: «…Это были знавшие толк в публичности политкорректные фашисты своего времени… Ясное дело, мы с Роджером не имели в виду, что Уайтхаус или Лонгфорд в буквальном смысле слова топят котят или рисуют на стенах туалетов. Но от этой их проповеднической трибуны лицемерием разило всегда за версту».
Через четыре года после «Mary Long» с прямыми обвинениями в адрес Мэри Уайтхаус обратились и Pink Floyd в песне «Pigs (Three Different Ones)» с альбома Animals.

## Другие выпуски
В СССР песня была выпущена на миньоне годом позже под названием «Мэри Лонг», название группы на пластинке указано не было. Вместе с этой песней на советской пластинке присутствовала «Super Trouper» под названием «Великолепный музыкант», а также «And When I Die» группы Blood, Sweat & Tears и «Someday» группы Chicago.